# Голдстоун, Ричард
Ричард Джозеф Голдстоун (англ. Richard Joseph Goldstone, род. 26 октября 1938, Боксбург, ЮАР) — бывший южноафриканский судья. В 1980—1989 гг. судья Верховного суда южноафриканской провинции Трансвааль, а с 1990 по 1994 гг. судья в апелляционном суде Южно-Африканской Республики (ЮАР). Он считается одним из нескольких либеральных судей, принимавших судебные решения и постановления, которые подорвали основы расистской системы апартеида в ЮАР. В переходный период от апартеида к многорасовой демократии в ЮАР Голдстоун возглавлял комиссию («Комиссия Голдстоуна»), которая расследовала акты политического насилия в ЮАР в 1991—1994 гг. В этот период Голдстоун стал известен как человек, критикующий обе стороны конфликта, за что, в контексте политических событий в ЮАР в тот период, получил репутацию «человека, которому можно доверять».
С 1994 года работал в Международных трибуналах и Комиссиях ООН.

## Биография

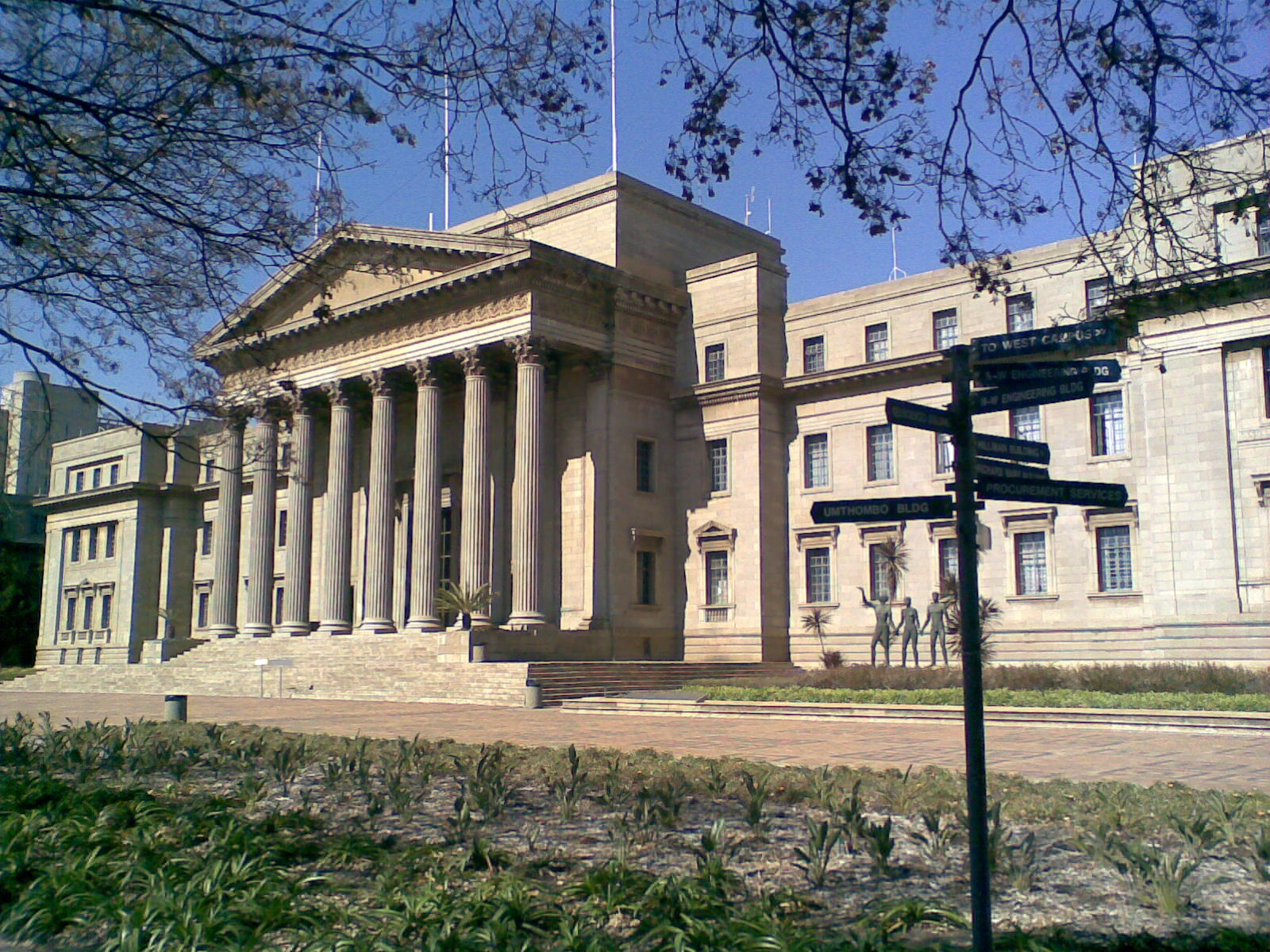
Главное здание университета Витватерсранда в Йоханнесбурге, который Голдстоун с отличием закончил в 1962 году став дипломированным юристом.

Родился в городе на севере ЮАР. Голдстоун является южноафриканским евреем в третьем поколении. Дед Голдстоуна по отцу является выходцем из литовских евреев, эмигрировших в ЮАР в XIX веке, а его дед по материнской линии был английским евреем. Его семья не была религиозной, однако, по словам Голдстоуна, его этические мировоззрения сформировались на основе причастности к мировому еврейству, которое на протяжении своей истории подвергалось преследованиям.
С раннего возраста дед Голдстоуна пророчил ему карьеру в юриспруденции. После окончания школы Короля Эдварда VII в Йоханнесбурге, он в течение 6 лет изучал юриспруденцию в университете «Витвоутерсранд», и в 1962 году получил диплом бакалавра права с отличием.
Ещё в студенческие года Голдстоун был вовлечен в усилия международного сообщества в борьбе с системой апартеида в ЮАР..
Будучи председателем студенческого совета университета, Голдстоун активно выступал против политики недопущения чернокожих студентов в университет. Ввиду своей активной анти-апартеидной деятельности, он не раз попадал в поле зрения секретной полиции ЮАР, особенно за контакты с Национальным африканским конгрессом, бывшим в то время незаконной организацией.

## Судебная карьера
Начиная с 1963 года и в последствующие 17 лет Голдстоун работал в Йоханнесбурге как барристер в области корпоративного права и защиты интеллектуальной собственности.
В 1980 году Голдстоун был назначен судьёй Верховного суда Трансвааля, и на тот момент считался самым молодым судьёй в ЮАР, когда-либо назначенным на эту должность. Позднее, своё назначение в Верховный суд, Голдстоун прокомментировал, сказав:
Я согласился на это назначение, как это сделали другие либеральные судьи, мы должны были установить законность в стране. Для меня назначение было моральной дилеммой, но я подошел к этому с мыслью, что лучше бороться внутри системы, чем совсем отказаться от борьбы. Моральная дилемма возникала и тогда, когда требовалось применять закон на практике.
Судебная карьера Голдстоуна является лучшим примером судебного активизма, который привлек к себе особое внимание как в самой ЮАР, так и в международном сообществе.
О Голдстоуне говорили: «… он блестящий юрист, проницательно и изобретательно применяет закон для защиты справедливости в политически острых делах, и в делах связанные с правами человека»
Его судебный подход заключался в том, чтобы, невзирая на то, что Национальная партия ЮАР установила в стране расистскую и дискриминационную систему, нацеленную на подавлении прав небелых граждан, все же сохранить и продвигать унаследованные страной фундаментальные принципы англо-саксонской системы прецедентного права. Группа либеральных южноафриканских судей, включая Голдстоуна, и таких судей, как Геральд Фридман, Рой Леон, Иоганн Криглер, Джон Милне и Лоуренс Акерман, старались интерпретировать апартеидное законодательство настолько узко, как только это было возможно, для того чтобы шире применять юридические ценности, заложенные в прецедентном праве.
В 1988 году к нему обратилась осуждённая за шпионаж в пользу СССР Рут Герхардт с просьбой о помиловании всех политзаключённых (в том числе и борцов против апартеида). Герхардт пыталась освободить заодно и своего мужа Дитера, бывшего коммодора ВМС ЮАР. В помиловании было отказано.

## После 1994 года
С августа 1994 года по сентябрь 1996 года Голдстоун являлся главным прокурором ООН Международного трибунала по бывшей Югославии и Международного трибунала по Руанде. Голдстоун представлял сторону обвинения в судебных делах ряда обвиняемых в военных преступлениях, среди которых были и бывшие лидеры боснийских сербов Радован Караджич и Ратко Младич.
Голдстоун скандально прославился тем, что включил в число обвиняемых литературного персонажа Грубана Малича, героя рассказа Миодрага Булатовича «Герой на осле, или Время позора». Малич стал «военным преступником» с подачи неудачно пошутившего журналиста Небойши Еврича, и обман раскрылся сразу, но убрать из списка обвиняемых Малича смогли только в 1998 году.
После работы в международных трибуналах Голдстоун был назначен в 1994 году президентом Нельсоном Манделой судьёй вновь созданного конституционного суда ЮАР. С 1997 года он также входил в международную комиссию, занимавшуюся идентификацией нацистских военных преступников, скрывавшихся после войны в Аргентине.
В 2009 году Голдстоун был назначен председателем международной комиссии ООН по расследованию фактов по войне в Газе 2008—2009 гг. Реакция на Отчёт комиссии Голдстоуна, утверждавшей потенциальную причастность каждой из сторон (и ХАМАС, и Израиля) к военным преступлениям, была полярной со стороны различных государств и организаций: он вызвал бурную полемику во всём мире. Сам Голдстоун спустя полтора года после публикации отчета написал 2 апреля 2011 года в своей статье в Washington Post: «Если бы я знал тогда, что я знаю теперь, Отчет Голдстоуна был бы другим документом». Среди прочего, Голдстоун отказался от обвинений Израиля в том, что он преднамеренно выбирал целью гражданское население и сказал, что было ошибкой просить ХАМАС проводить расследование собственных действий.
Почётный доктор права Сент-Эндрюсского университета (2011).